# St. Nikolaus (Watzling)

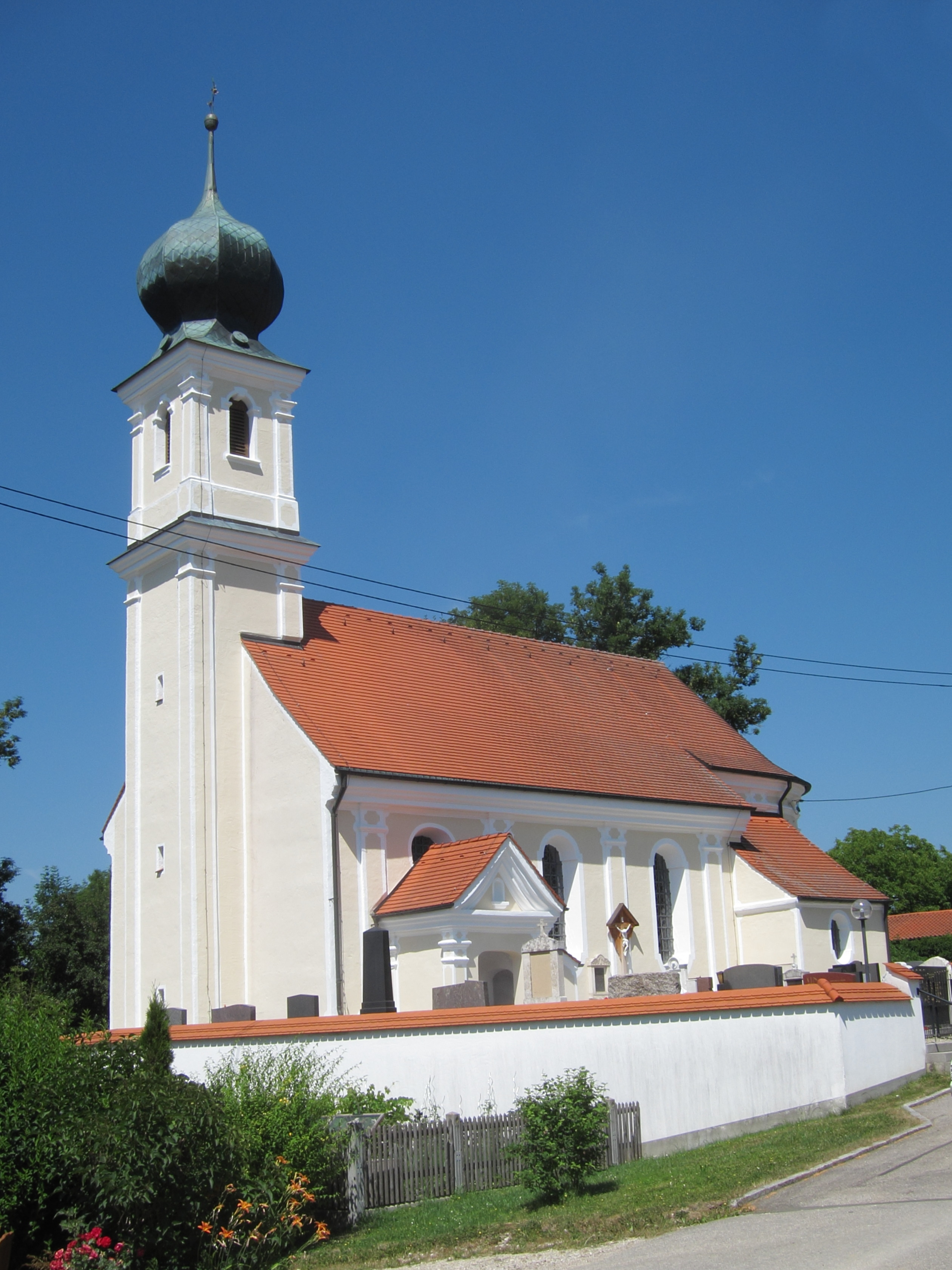
St. Nikolaus in Watzling

Innenraum

Die römisch-katholische Kuratiekirche St. Nikolaus steht in Watzling, einem Gemeindeteil der Stadt Dorfen im oberbayerischen Landkreis Erding. Sie ist in der Liste der Baudenkmäler in Dorfen unter der Nummer D-1-77-115-118 eingetragen. Die Kirche gehört zum Dekanat Erding im Erzbistum München und Freising.

## Beschreibung
Das Langhaus des Vorgängerbaus von 1670 wurde von Hans Kogler umgebaut. Die übrigen Bauteile, der eingezogene, halbrund geschlossene Chor im Osten, die Sakristei an der Südwand des Chors und der halb in das Langhaus eingestellte Kirchturm mit Zwiebelhaube im Westen wurden 1710 von Anton Kogler erneuert. An der Südwand vor dem westlichen Joch des Langhauses befindet sich ein Vorbau mit dem Portal.
Der Innenraum ist mit einem Stichkappengewölbe überspannt. Der um 1735 gebaute Hochaltar wird von den Skulpturen des Stephanus und des Laurentius von Rom flankiert. Im Altarretabel ist Nikolaus von Myra dargestellt.

## Orgel

Orgel

Die Orgel mit ursprünglich vier Registern auf einem Manual und Pedal wurde 1866 von Franz Strauß aus Landshut mit einem nachklassizistischen Prospekt erbaut. Das Instrument wurde 1884 von Franz Frosch umgebaut und erweitert und um 1891 von Joseph Ehrlich aus Nabburg erneut umgebaut. Das Werk wurde 2010 durch Eder Orgelbau restauriert. Die Disposition des rein mechanischen Schleifladen-Instruments lautet heute:
| Manual C–c3 |       |       |
| Copel       | 8′    |       |
| Gamba       | 8′    | (neu) |
| Principal   | 4′    |       |
| Flöte       | 4′    |       |
| Mixtur III  | 1 ⁄3′ | (neu) |

| Pedal C–f |     |
| Subbaß    | 16′ |